# Tanah Rakyat
Tanah Rakyat is een bestuurslaag in het regentschap Asahan van de provincie Noord-Sumatra, Indonesië. Tanah Rakyat telt 3485 inwoners (volkstelling 2010).